# Vedolizumab
Vedolizumab, es vendido bajo la marca Entyvio. Es un medicamento que se usa para tratar la colitis ulcerosa o la enfermedad de Crohn de moderada a grave que no ha respondido a otros tratamientos. Se administra mediante una inyección gradual en una vena . Puede desarrollarse resistencia al medicamento.
Entre los efectos secundarios más frecuentes se encuentran el dolor articular, las náuseas, la fiebre y la sinusitis. Otros efectos secundarios son la anafilaxia, las infecciones y la leucoencefalopatía multifocal progresiva. Se trata de un anticuerpo monoclonal que se une a la integrina α4β7 , lo que provoca una disminución de la inflamación.
Vedolizumab fue aprobado para uso médico en Europa y los Estados Unidos en 2014. En el Reino Unido, le cuesta al NHS alrededor de £ 2050 por dosis. En Estados Unidos esta cantidad cuesta unos 6.700 dólares americanos a partir de 2020 o unos 40.400 dólares americanos al año. En Canadá es de unos 21 500 dólares canadienses al año a partir de 2016.